# Quentalia secatina
Quentalia secatina är en fjärilsart som beskrevs av William Schaus 1929. Quentalia secatina ingår i släktet Quentalia och familjen silkesspinnare. Inga underarter finns listade.